# PR-LP 19
El sendero PR-LP 19, denominado Las Fuentes de Las Breñas, es un sendero de Pequeño Recorrido en La Palma (Canarias, España) que une San Pedro de Breña Alta con La Calafata.
La longitud total del recorrido es de 9000 metros. Hay 550 metros de desnivel.